# Кипешка
Кипешка (рум. Chipeşca) — село в Шолданештском районе Молдавии. Относится к сёлам, не образующим коммуну.

## География
Село расположено примерно в 14 км западнее города Шолданешты на высоте 179 метров над уровнем моря. Ближайшие населённые пункты — сёла Добруша и Распопены.

## Население
По данным переписи населения 2004 года, в селе Кипешка проживает 1645 человек (832 мужчины, 813 женщин).
Этнический состав села:
| Национальность | Число жителей | Процентный состав |
| -------------- | ------------- | ----------------- |
| молдаване      | 1635          | 99,39             |
| украинцы       | 4             | 0,24              |
| русские        | 4             | 0,24              |
| болгары        | 1             | 0,06              |
| прочие         | 1             | 0,06              |
| Всего          | 1645          | 100 %             |